# Індустріальна країна
Індустріальна країна — це країна, у структурі господарства якої переважає промисловість і відбувається перехід від сільського господарства до невиробничої сфери. Залежно від ступеня цього переходу виділяють аграрно-індустріальні та індустріально-аграрні країни. Можна також виділити власне індустріальні країни. До цієї групи перш за все слід віднести нові індустріальні країни першої хвилі (для прикладу Сінгапур).